# Museum van de Boekdrukkunst
Het Museum van de Boekdrukkunst, ook wel Drukkerijmuseum en Imprimarium genoemd (Frans: Musée de l'Imprimerie), is een museum in Brussel-stad. Het werd opgericht in 1975 en geopend in 1977.
Het is gevestigd in de keldervertrekken van de Koninklijke Bibliotheek van België. Het heeft het doel drukwerken, machines en documentatie uit de boekdrukkunst te bewaren en te presenteren.
Het museum heeft belangrijke drukpersen en materialen in de collectie, waaronder ets-, steen- en offsetpersen, en materiaal voor stencil- en zeefdruk. Het grootste deel van de collectie bestrijkt de tijd van de Industriële Revolutie in de 18e eeuw tot het begin van het tijdperk van de computer aan het eind van de 20e eeuw. Er zijn bij elkaar vierhonderd machines in de collectie. Er is onder meer een houten Stanhope-pers uit 1795 te zien en ets-, druk- en degelpersen van fabrikanten als A. Curvers, Félicien Rops en Max Elskamp. Ook wordt er uit de Eerste Wereldoorlog nog een cilinderpers getoond die de Duitse bezetter heeft achtergelaten.
Ook komt aanverwant vakmanschap aan de orde, zoals het boekbinden en vergulden, en wordt er aandacht besteed aan de geschiedenis van de kantoorartikelen. Het museum heeft duizenden werken over de drukwerkkunst bijeengebracht. Deze zijn te raadplegen in de afdeling van de Oude en Kostbare Drukwerken. 